# 4-羟基丁酸脱氢酶
4-羟基丁酸脱氢酶（英語：4-hydroxybutyrate dehydrogenase，EC 1.1.1.61（页面存档备份，存于））是一种以NAD+或NADP+为受体、作用于供体CH-OH基团上的氧化还原酶。这种酶能催化以下酶促反应：
4-羟基丁酸 + NAD+ {\displaystyle \rightleftharpoons } 琥珀酸半醛 + NADH + H+
4-羟基丁酸脱氢酶主要参与丁酸的代谢过程以及神经递质γ-羟基丁酸的降解过程。